# Hans Krása
Hans Krása, češki skladatelj, * 30. november 1899, Praga, † 17. oktober 1944, Auschwitz.
Njegov oče je bil odvetnik češkega rodu, mati pa Nemka. Kot otrok se je učil igranja na klavir in violino. Kompozicijo je študiral na Nemški glasbeni akademiji v Pragi. Po diplomi je deloval kot učitelj petja v operni hiši Deutsches Landestheater, kjer je spoznal skladatelja in dirigenta Alexandra von Zemlinskega, ki je imel velik vpliv na Krasovo kariero.
Skladateljsko je debitiral leta 1920 z delom 4 orkesterske pesmi, ki so zasnovane na poeziji Christiana Morgensterna. Njegovo drugo veliko delo je Brundibár, opera za otroke, ki je zasnovana na Aristofanovi igri, zadnja dokončana skladba, preden so ga nacisti 10. avgusta 1942 aretirali in poslali v geto Theresienstadt. Tam je opero Brundibár revidiral, v novi podobi pa je bila v getu izvedena 55-krat. Oktobra 1944 je bil deportiran v koncentracijsko taborišče Auschwitz, kjer je bil umorjen s plinom.